# Olenecamptus octopustulatus
Olenecamptus octopustulatus är en skalbaggsart som först beskrevs av Victor Ivanovitsch Motschulsky 1860.  Olenecamptus octopustulatus ingår i släktet Olenecamptus och familjen långhorningar. Inga underarter finns listade i Catalogue of Life.